# Удорский диалект коми языка
Удорский диалект — одно из наречий коми-зырянского языка. Распространён среди удорцев, субэтноса коми, проживающих на территории верхнего течения реки Мезень и верхнего и среднего течения её притока Вашки. Относится к группе вэ-эловых диалектов. Идиом испытал влияние других диалектов коми-зырянского и русского языков, а также самодийских и прибалтийско-финских языков. 

## История
Предполагается, что диалект возник ввиду передвижения племён на рубеже I-II тысячелетия нашей эры.  
В XVIII веке был выделен лингвистами как отдельный диалект. Лексический состав описывался Г. Миллером, П. С. Палассом и И. И. Лепехином. 
В 1813 году была издана первая печатная коми грамматика, материалы удорского наречия легли в её основу.  
В начале XX века диалект изучался Ю. Вихманном и Д. Фокошом-Фуксом.  
В советский период организовывались исследовательские экспедиции, задачами которых являлось установление расхождений наречия с литературным коми-зырянским языком. Идиом плотно изучался В. А. Сорвачевой.   

## Лингвогеография
Выделяются пять говоров: верхневашкинский (Усть-Вачергский и Ертомский сельсоветы), нижневашкинский (Важгортский, Пучкомский и Чупровский сельсоветы), верхнемезенский (Глотовский сельсовет), среднемезенский (Косланский и Чернутьевский сельсоветы) и нижнемезенский (Пысский сельсовет).  

## Лингвистическая характеристика

### Фонетика
Поскольку наречие является вэ-эловым, л в конце слога заменяется на в (кыла — «слышу», кывны — «слышать»). Вместо ы в литературном языке в начале слова после мягких согласных употребляется и (нивпу вместо ньывпу — «пихта»). Перед мягкими согласными в непервом слоге слова вместо ы и ӧ употребляется и и е (э) (ньӧбасись — «покупатель»).  В начале слов после в характерно употребление ӧ, а не о (вöдз — «рано»). Часто вместо ч используется тш (тшужны — «родиться»). Звуки т' и д' в начале слогов встречаются реже, чем в других диалектах. 
В наречии не прослеживается тенденция постановки ударения на первые слоги, оно может падать на вторые и третьи слоги. 

### Морфология
Для удорского диалекта характерно употребление начинательной формы глагола, которая отсутствует во всех других диалектах коми-зырянского языка. Данная форма указывает, что действие начато и продолжается или не начато совсем. Эта форма обозначается суффиксом -сь (реже -ч) (кусьсьӧ — «начал тухнуть, тухнет», локсьӧ — «начал идти (ехать), находится в пути»). Помимо характерного для отделительного падежа суффикса -сянь употребляется суффикс -ыседз (-ысьӧдз) (карыседз — «из города»). Для творительного падежа используются суффиксы -ными, -ныні, -нымйы: (тушанымйиӧ — «всем телом»).

### Лексика
Присутствует целый ряд лексем, которые не встречаются в других диалектах (кага — «птица», ыркӧбӧн — «быстро», бель — «косяк»). Встречаются специфические частицы (зо, эттӧ, инӧ) и союзы (сі, сік, сык, сы).